# Peter Bander van Duren
Peter Bander van Duren (Keulen, 30 juli 1930 - 21 april 2004) was een Brits heraldicus en uitgever.

## Biografie
Hij werd in 1929 in Keulen geboren als zoon en enig kind van Johan Bander en Klara Agnes Kettschau von Duren. Vader Johan werkte als hoofdkassier bij de posterijen, maar weigerde om als "vrijwilliger" voor het nazi-regime een postorganisatie in het bezette België te organiseren en werd naar Spitsbergen verbannen. Peter en zijn moeder werden naar Bohemen gestuurd waar de jongen een nazi-school moest bezoeken. Peter liep weg en vond door toeval zijn moeder op een station. Zij doken onder bij kennissen en werden in 1945 door de oprukkende Russen bevrijd.
In 1952 deed Peter Bander eindexamen aan het Natuurwetenschappelijk Gymnasium in Keulen. Aan de universiteit van Keulen behaalde hij een graad in de psychologie en promoveerde hij in de criminele of forensische psychologie met een proefschrift over verhoortechnieken. Peter Bander verkreeg ook het "missio canonica", het bisschoppelijk verlof om canoniek recht te doceren.
In 1957 verhuisde hij naar Engeland waar hij uitblonk als leraar op een tuchtschool en een school in een achterbuurt in de Londense wijk Islington. In 1962 werd Bander Brits staatsburger.
Als godsdienstleraar in Aldenham schreef hij in 1966 zijn eerste boek "One for the road". Dit boek en de opvolger "Two for the road" werden zeer goed ontvangen en brachten Bander in contact met de katholieke aartsbisschop van Westminster, Aartsbisschop Cardinale.
In 1970 werd hij uitgever bij Colin Smythe Ltd.
In 1973 richtte hij met zijn compagnon Leslie Hayward een eigen uitgeverij op, "van Duren Publications".
In 1976 wijzigde Bander zijn naam in een akte bij een notaris ("deed poll") waarin hij de familienaam van zijn moeder in gewijzigde vorm aan zijn achternaam koppelde.
Na enige uitgaven over parapsychologie werd "van Duren Publications" de uitgever van Bruno Bernard Heims baanbrekende "Heraldry in the Catholic Church", later volgden ook werken over faleristiek, de hulpwetenschap van de ridderorden.
Bander van Buren die zich inmiddels "excellentie" noemde, werd in de jaren 80 steeds meer betrokken bij de wereld van de katholieke ridderorden, de huisorden van voormalige regerende koningshuizen, de Poolse regering in ballingschap in Londen en minder algemeen erkende Orden, zoals de Orde van Sint-Lazarus.
In 1992 sloot de uitgeverij de deuren om Bander van Duren meer tijd te geven om te schrijven. Het resultaat was een in samenwerking met het Vaticaan geschreven standaardwerk "Orders of Knighthood and of Merit: The Pontifical, Religious, and Secularised Catholic-founded Orders and their relationship to the Apostolic See" dat in 1995 verscheen.
Bander van Duren overleed op 21 april 2004.

## Onderscheidingen
Peter Bander van Buren was:
- Commandeur in de Orde van Sint-Gregorius de Grote (Vaticaan) 1982
- Kruis van Verdienste met Zilveren Ster in de Orde van het Heilig Graf (Vaticaan) 1985
- Grootofficier in de Orde van Verdienste "Pro Merito Militensi" van de Souvereine Militaire Orde van Sint Jan van Jeruzalem en Malta 1986
- Commandeur in de Eerbiedwaardige Orde van Sint Jan van Jeruzalem (Verenigd Koninkrijk) 1986
- Drager van de "Interreligieuze medaille van de Internationale Raad van Joden en Christenen"
- Grootofficier met ster in de Orde "Polonia Restituta" (Polen) 1988
- Grootofficier in de Orde van Onze Lieve Vrouwe van Villa Viçosa (Portugese huisorde) 1988
- Eredoctor aan de "Poolse Universiteit in het buitenland"(Polski Uniwersytet na Obczynie) 1989
- Grootkruis met Gouden Ster in de Heilige Militaire Constantinische Orde van Sint-Joris (Napolitaanse huisorde) 1990
- "Fidalgo Cavaleiro da Casa Real" van Portugal, een door de Portugese pretendent verleende eretitel.
- Hoogleraar ("Professor Catedrático Convidado") aan de Universidade Moderna in Lissabon 1991
- Grootkruis van de "Orde van de Monarchistische zaak" (Portugees:"Causa Monarquica") 1993
- Grootkruis van Verdienste in de Franse en Amerikaanse grootprioraten van de Orde van Sint-Lazarus 1994
- "Admiraal in de Texaanse marine" 1994
- Grootofficier in de Orde van Sint-Mauritius en Sint-Lazarus (Huisorde van Savoye) 1994
- Corresponderend lid van de Academie van Kunsten en Letteren van Cascais
- Lid van de Raad van Bestuur van het Historisch Instituut Dom Luiz I

### Eigen werken
- "Two for the Road" 1967.
- "Looking Forward to the Seventies" 1968
- "The Prophecies of St. Malachy & St. Columbkille" 1969 ISBN 9780900675195
- "Carry on Talking", in Amerika als "Voices from the Tapes" uitgebracht. 1972
- "Orders of Knighthood and of Merit: The Pontifical, Religious, and Secularised Catholic-founded Orders and their relationship to the Apostolic See" ISBN 0-86140-371-1, 1996 (een zo grondig herziene uitgave van het werk van Mgr. Cardinale dat het een nieuw boek is geworden)
- The Cross on the Sword" a supplement to Orders of Knighthood van Hygenius Eugene Cardinale ISBN 0-905715-32-2
- Polonia Restituta" ISBN 0-905715-34-9

### Werken met inleidingen of bijdragen van Peter Bander van Buren
- Hygenius Eugene Cardinale en Peter Bander van Duren (bewerking), "Orders of knighthood, awards and the Holy See: a historical, juridical and practical compendium" 1983
- Cardinal Jacques Martin, "Heraldry in the Vatican" ISBN 0-905715-25-X
- "Liber Amicorum Et Illustrium Hospitum Bruno Bernardus Heimo" ISBN 0-905715-16-0, 1981